# قرار مجلس الأمن التابع للأمم المتحدة رقم 2504
قرار مجلس الأمن التابع للأمم المتحدة رقم 2504، المعتمد في 10 يناير 2020.
امتنعت الصين وروسيا والمملكة المتحدة والولايات المتحدة عن التصويت.

## روابط خارجية
- نص القرار في undocs.org